# Nepouïta
La nepouïta és un mineral de la classe dels silicats aue pertany a l'anomenat subgrup de la serpentina. Va ser descoberta l'any 1906 a una mina de la localitat de Népoui de la comuna de Nouméa, a l'arxipèlag de Nova Caledònia (França), sent nomenada així pel nom d'aquesta localitat. També se la coneix com a genthita.

## Característiques químiques
Químicament és un fil·losilicat, amb anells tetraedres i octàedres de sílice intercalats amb capes de caolinita, amb catió de níquel, hidroxilat. Molt semblant a altres minerals del grup de la serpentina al qual pertany. És dimorf amb el mineral pecoraïta (Ni₃Si₂O₅(OH)₄), d'igual fórmula química però que cristal·litza en un altre sistema.
Forma una sèrie de solució sòlida amb el mineral lizardita (Mg₃Si₂O₅(OH)₄), en la qual la substitució gradual del níquel per magnesi va donant els diferents minerals de la sèrie.
A més dels elements de la seva fórmula, sol portar com a impureses petites quantitats de magnesi.

## Formació i jaciments
Apareix en jaciments de roques ultramàfiques de tipus laterita enriquits en níquel, per alteració secundària d'aquestes roques.
Sol trobar-se associat a altres minerals com: serpentina, clorita, silicats de níquel hidratats, òxids de ferro.
Als territoris de parla catalana ha estat descrita a la mina Balcoll (Falset, Priorat).